# Barbale Dorsa
I Barbale Dorsa sono una struttura geologica della superficie di Venere.